# Roskow
Roskow település Németországban, azon belül Brandenburgban. Lakosainak száma 1186 fő (2023. december 31.). Roskow Päwesin és Beetzseeheide községekkel határos.

## Népesség
A település népességének változása:
| Lakosok száma | 1178 | 1175 | 1165 | 1186 | 1186 |
|               | 2017 | 2019 | 2021 | 2022 | 2023 |